# Université des sciences appliquées d'Oulu
L'université des sciences appliquées de Oulu (finnois : Oulun ammattikorkeakoulu) est une université publique, située à Oulu et à Oulainen en Finlande. Elle a pour objectif de dispenser des formations professionnelles.

## Histoire

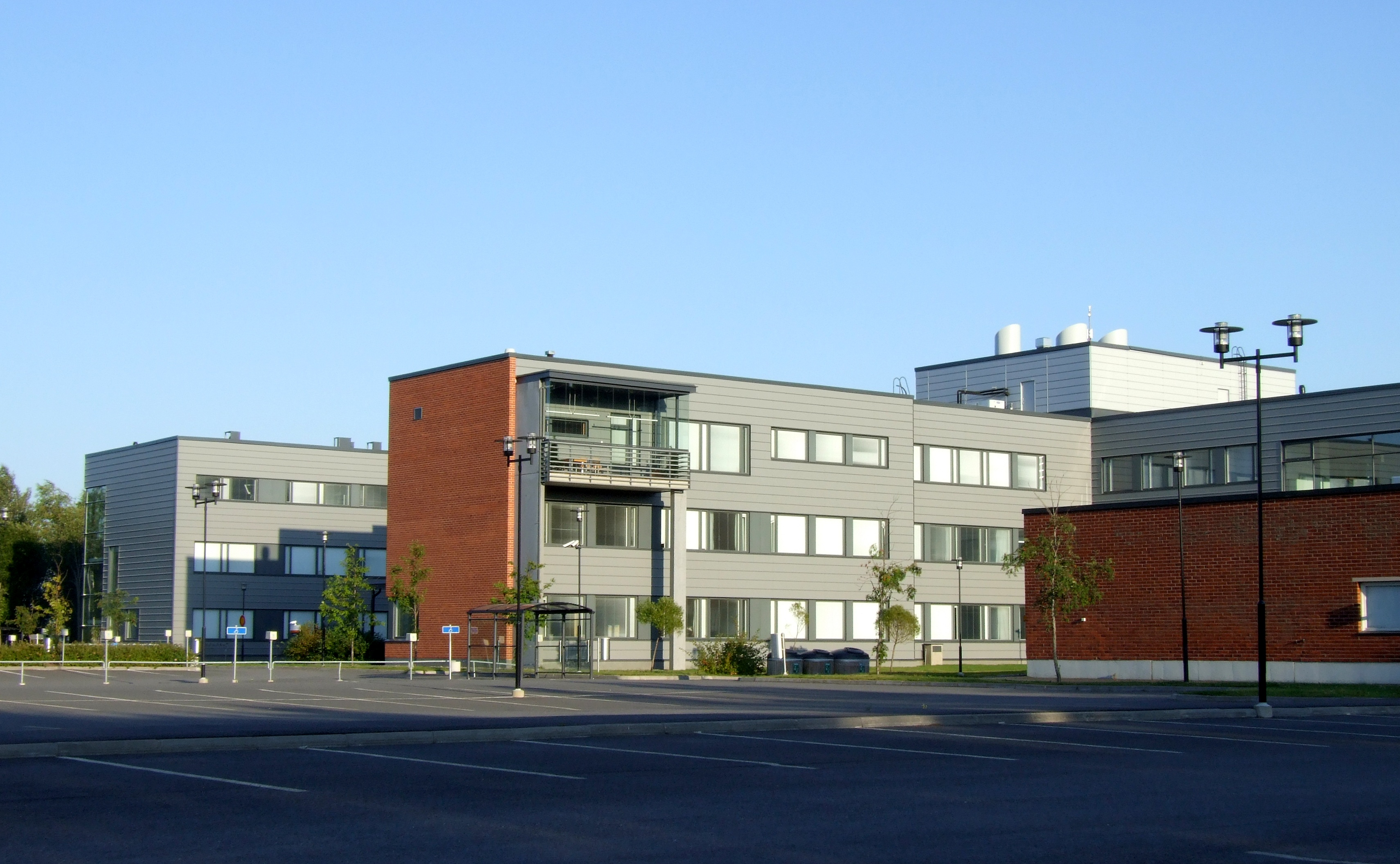
École d'ingénierie à Kaukovainio.

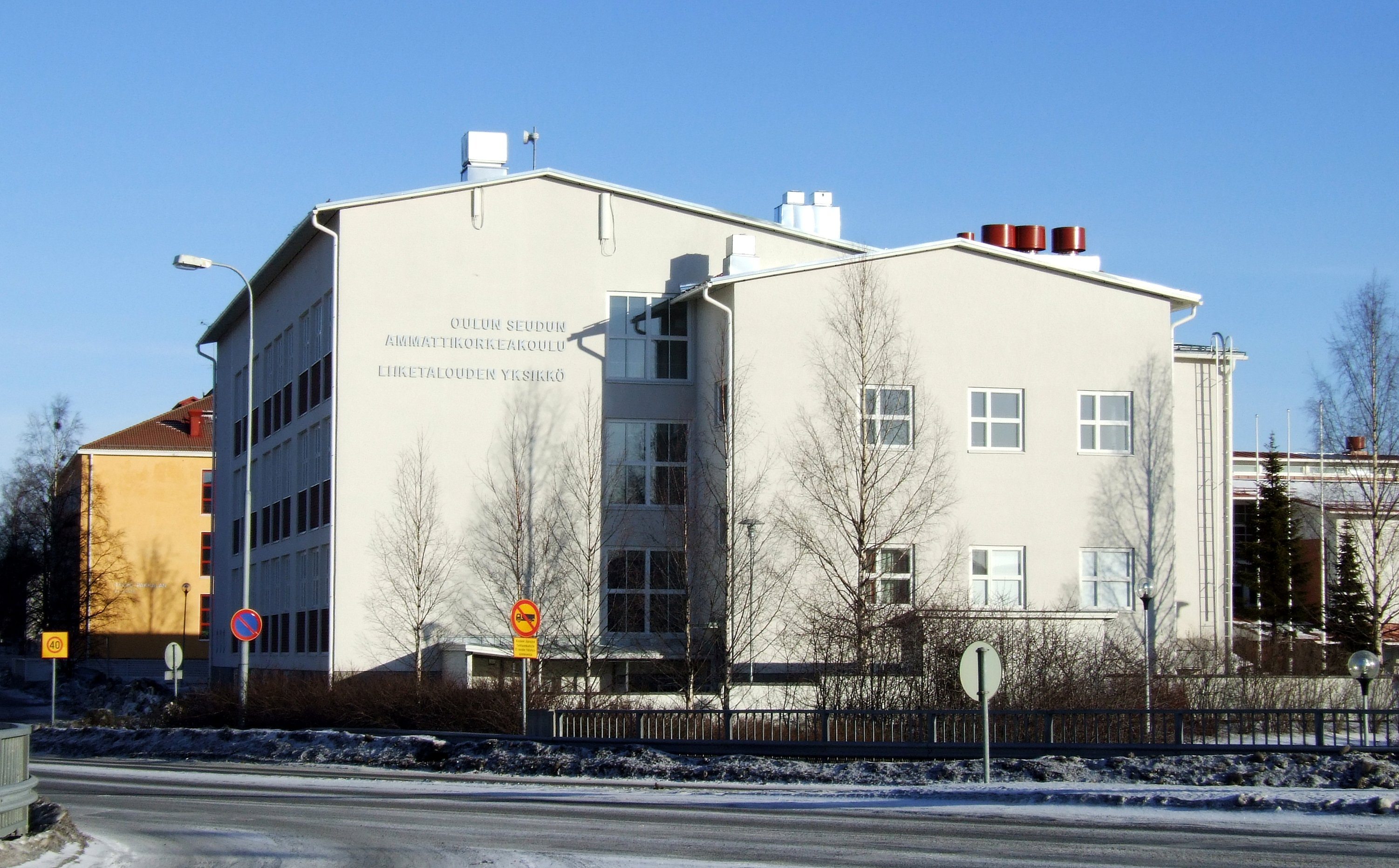
École de Business rue Teuvo Pakkala.